# 라하무
라하무는 아카드 신화에서 티아맛과 압주의 첫 딸이었다. 그녀의 동생 라흐무와 그녀는 안샤르와 키샤르의 부모이며, 첫 신들의 조부모가 되었다. 라하무는 때로 뱀으로 보이며, 때로 머리 위에 빨간 띠와 6개의 땋은 고수머리의 여인이었다. 부부는 바다 침대의 틈으로 나타난다고 주장되었다. 그녀는 남편과 따로 언급되지는 않았다.